# Płaca netto
Płaca netto – suma pieniędzy, jakie otrzymuje pracownik po odliczeniu wszystkich podatków i składek na ubezpieczenia społeczne. Mówiąc bardziej kolokwialnie, jest to ta część kosztów zatrudnienia danej osoby, która trafia do kieszeni pracownika (obecnie najczęściej na jego konto bankowe), tzw. płaca na rękę.